# Caerois rufomarginata
Caerois rufomarginata är en fjärilsart som beskrevs av Percy I. Lathy 1918. Caerois rufomarginata ingår i släktet Caerois och familjen praktfjärilar. Inga underarter finns listade i Catalogue of Life.